# ISO 3166-2:TG
ISO 3166-2:TG è uno standard ISO che definisce i codici geografici delle suddivisioni del Togo; è un sottogruppo dello standard ISO 3166-2.
I codici, assegnati alle cinque regioni del paese, sono formati da TG- (sigla ISO 3166-1 alpha-2 dello Stato), seguito da una lettera.

## Codici
| Codice | Regione   |
| ------ | --------- |
| TG-C   | Centrale  |
| TG-K   | Kara      |
| TG-M   | Marittima |
| TG-P   | Altopiani |
| TG-S   | Savane    |